# New Horizons
New Horizons (Nova obzorja) je Nasino vesoljsko plovilo, ki je namenjeno letu do Plutona in njegove lune Harona, od koder naj bi poslalo slike in rezultate meritev na Zemljo. Odprava naj bi se nadaljevala z letom v Kuiperjev pas in opazovanjem tamkajšnjih objektov. 
Prvi poskus izstrelitve je bil 17. januarja 2006, po dveh zaradi slabega vremena odpovedanih poskusih so plovilo izstrelili 19. januarja 2006 s Cape Canaverala na Floridi. Ob izstrelitvi je bilo najhitrejši objekt, ki so ga do zdaj izstrelili.
28. februarja 2007 je sonda potovala mimo Jupitra, najbližje mu je bila ob 6:41 ob srednjeevropskem času (UTC+1). Obisk so izkoristili za preskus detektorjev in drugih instrumentov na plovilu ter gravitacijski pospešek, ki je povečal hitrost sonde za 4 km/s. Po oddaljitvi od Jupitra so bili elektronski sistemi na krovu večino časa v hibernaciji, z izjemo kratkih letnih preskusov. 6. decembra 2014 so bili sistemi znova zagnani za fazo približevanja glavnemu cilju - Plutonu. Ta se je pričela en mesec kasneje. 14. julija 2015 ob 13:59 po srednjeevropskem poletnem času (UTC+2) se je sonda New Horizons, ki je delovala po načrtu, približala Plutonovem površju na razdaljo 12.500 km in s tem postala prvi objekt človekove izdelave, ki je dosegel to nebesno telo.